# رفسنجان
رَفسَنجان یا رفسنجون (در گویش محلی)شهری در جنوب شرق کشور ایران و شمال غرب استان کرمان است که در فاصله ۱۱۵ کیلومتری از کرمان قرار گرفته و طبق سرشماری ۱۳۹۵ خورشیدی 308000نفر جمعیت داشته است. و بر اساس سال 1400 بیش از 400 هزار نفر جمعیت دارد. رفسنجان شش معدن مس دارد که دوتاشون بزرگترین در دنیا هستند بنام معدن مس سرچشمه رفسنجان و معدن مس سریدون رفسنجان و همچنین معدن آهن چندین عدد دارد و جدیدا هم معدن بزرگ تیتانیوم در رفسنجان کشف شده است . همچنین بزرگترین کشاورزی جهان در رفسنجان هست و زمین های پسته بیش از 110 هزار هکتار دارد .
شهر رفسنجان در مسیر ترانزیتی تهران-چابهار قرار دارد و این موضوع یکی از دلایل اهمیت اقتصادی این شهر است. اهالی رفسنجان به زبان فارسی لهجه رفسنجانی (لهجه رفسنجان) سخن می‌گویند. رفسنجان همواره یکی از بزرگ‌ترین صادرکنندگان پسته  و مس در جهان بوده‌است؛ البته در سالیان اخیر به دلیل کاهش شدید سطح آب‌های زیرزمینی که منبع اصلی تأمین آب باغ‌های پسته شهرستان رفسنجان آست، سطح زیر کشت این محصول با افت محسوسی مواجه بوده‌است. به‌طور کلی، موضوع کمبود منابع آب، در آینده نزدیک کشاورزی رفسنجان را با چالش جدی روبرو خواهد کرد. مجموعه باغات پسته شهرستان رفسنجان به عنوان بزرگ‌ترین جنگل کاشت دست جهان شناخته می‌شود. همچنین معدن مس سرچشمه، در این شهرستان قرار گرفته‌است.همچنین  معدن مس سریدون در رفسنجان در حال راه اندازی است و یکی از بزرگ ترین شهرهای ایران در تولید مس و پسته میباشد. همچنین رفسنجان علاوه بر معادن مس سرچشمه و سریدون شش معدن مس دیگر و چندین معدن آهن دارد بطوری که حدود هفتاد درصد منابع و تولید مس ایران مربوط به معادن مس رفسنجان هست

## خاستگاهِ نامگذاری
درباره‌یِ دلیل نامگذاریِ این شهر به رفسنجان، روایات فراوانی وجود دارد. بنا به گفتاری غالب، از آنجا که در این منطقه تندآبی بزرگ رخ‌داده‌ست، نامِ شهر از «سنجان» به رفسنجان (رف=رفت) دگرگون شده‌است. روایت دیگر اینَست که به‌دلیل معادن غنیِ مس که در اینجا وجود دارند، بوده‌است. در گذشته نامِ این شهر «رفسنگان» بوده‌ست. رفسنگان از دو واژه‌یِ «رفسنگ» و «کان» ساخته‌شده‌ست. در زبانِ فارسی باستان، رفسنگ به‌معنیِ مس و کان به معنی معدن بوده‌ست. واژه‌یِ رفسنگان با گذشتِ زمان به دیسه‌یِ عربی‌شده‌اش یعنی «رفسنجان» دگرگون شده‌ست.

## آب‌وهوا
شهرِ رفسنجان آب‌وهوایی نیمه‌بیابانی دارد و تابستان‌هایی کمابیش گرم و زمستان‌هایی سرد دارد. البته در اطراف این شهر مناطق سرد و کوهستانیِ فراوانی هم وجود دارد. میانگینِ بارشِ سالانه‌یِ این شهر ۱۰۰-میلی‌مترَست.
بلندایِ این شهر از سطح دریا ۱٬۵۲۸-مترَست. البته منطقه‌هایی با بلندایِ ۲٬۳۰۰-متری و بالاتر نیز در دوروبرِ این شهر جای‌گرفته‌اند. شهرِ سرچشمه با بلندایِ ۲٬۶۴۰-متری، بلندترین شهرِ شهرستانِ رفسنجان است که تابستان‌هایِ خنک و زمستان‌هایِ بسیارسرد دارد که در تابستان مردمِ رفسنجان از آب‌وهوایش بهره‌می‌برند.
بارندگی‌هایِ رفسنجان معمولاً از سامانه‌هایِ بارشی‌ای که از سویِ جنوب‌غرب و غرب ایران در فصل‌هایِ پاییز و زمستان به این کشور نفوذ می‌کنند، می‌باشد و در فصول بهار و تابستان تحتِ تأثیرِ سامانه‌یِ آب‌وهواییِ جنوب‌شرقیِ که «مونسون» نام‌دارد، است. در تابستان بارش‌ها به‌گونه‌یِ باران و در زمستان به‌گونه‌یِ باران و برف رخ‌می‌دهند. البته در فصول سردِ سال هم جبهه‌یِ آب‌وهواییِ سردِ «سیبری» که هیچ بارندگی‌ای از خود ندارد، رفسنجان را تحتِ تأثیر می‌گذارد. کمترین دمایِ ثبت‌شده از رفسنجان ۱۷- درجهٔ سانتی‌گراد بوده و بیشترین دمایِ ثبت‌شده ۴۳+ درجهٔ سانتی‌گراد می‌باشد. ماه‌هایِ «فروردین»، «آذر»، «دی»، «بهمن» و «اسفند»، بیشترین بارش را در رفسنجان ثبت کرده‌اند.

## جغرافیا
شهرِ رفسنجان در شمال غربی استان کرمان حد فاصل ۱۰۰ کیلومتری از شهر کرمان و ۲۴۰ کیلومتری شهر یزد قرار دارد و فاصله آن تا تهران در حدود ۱۰۰۰ کیلومتر است.این شهر در مسیر جاده ارتباطی تهران با شهر های جنوب و جنوب شرقی کشور قرار گرفته و همچنین به لحاظ واقع شدن بر سر راه ارتباطی استان های کرمان،سیستان و بلوچستان  ،یزد و خراسان جنوبی  از اهمیت خاصی برخوردار است.شهرستان رفسنجان از شمال به بافق،از جنوب به سیرجان و بردسیر و از شرق به کرمان و زرند و از غرب به شهربابک محدود است.
مساحت شهرستان رفسنجان بر اساس حوزه آبریز ۱۲۷۳۴ کیلومتر است و به شش واحد ژئومورفولوژی زیر تقسیم می شود:
| ردیف | عنوان ژئومورفولوژی      | مساحت             | ردیف | عنوان ژئومورفولوژی         | مساحت             |
| ---- | ----------------------- | ----------------- | ---- | -------------------------- | ----------------- |
| ۱    | کوه ها                  | ۵۶۲۵ کیلومتر مربع | ۴    | رسوبات و تپه های دریاچه ای | ۳۱۲ کیلومتر مربع  |
| ۲    | کوه ها و مخروطه افکنه   | ۲۹۳۷ کیلومتر مربع | ۵    | تپه های ماسه ای            | ۶۴۷ کیلومتر مربع  |
| ۳    | شورزارها و مناطق تبخیری | ۴۵۲ کیلومتر       | ۶    | دشت ها                     | ۲۷۵۰ کیلومتر مربع |

#### رودها
شهرستان رفسنجان به لحاظ آب و هوایی،اقلیم گرم و خشک محسوب می شود.در این منطقه، دو رودخانه دائمی. بنام های رودخانه شور و گیودری وجود دارد که رودخانه شور رفسنجان بخاطر وجود سد مجتنع مس سرچشمه رفسنجان جریان عبوری آب به پایین دست نمی‌رسد در مواقعی که باران های شدید و رگبار های تند در منطقه اتفاق می افتد،سیلاب هایی به سوی دشت جاری می شود.این سیلاب ها در ارتفاعات غربی و جنوب غربی دشت ،بیشتر فصلی،و در ارتفاعات شرقی و شمال شرقی و جنوب شرقی،جنبه اتفاقی دارد.از مهمترین رودخانه های فصلی منطقه،رودخانه شور،گیودری،سفید و رودخانه راویز است.سر شاخه های این دو رودخانه (گیودری و شور )از ارتفاعات سرچشمه تغذیه می شود.رودخانه گیودری و شور پس از پیمودن ده ها کیلومتر به یکدیگر متصل می شوند و به کویر بافق یزد می رسند.
همچنین بخش اصلی رودخانه شور از حاشیه جنوبی شهر عبور می کند و مسیل های آن در شهر باقی است.
در گذشته در مواقع بارندگی،این دو رودخانه ایجاد سیلاب شدید 
می نمودند و بسیاری از آبادی ها و روستا ها و حتی خود شهر رفسنجان را در معرض سیلاب و نابودی قرار می دهند طبق باور های محلی کلمه رفسنجان از دو  کلمه رفت و سنگان تشکیل شده که نشان از این دارد که نام قدیمی شهر سنگان بوده و مردم بعد از نابودی آنجا به آن رفتسنگان می گفتند که به مرور زمان به رفسنجان تبدیل شده است .
شاعر محلی در مورد رود "گیودری"و این افسانه چنین می گوید:
بجنبند اگر رود گیوه دری/ نه شیخی بماند نه بالاسری

#### کوه‌ها
دشت رفسنجان از غرب به رشته کوه سرچشمه-میدوک،و از شرق به رشته کوه آهکی داوران،محدود است.در بین دو رشته کوه،ارتفاعات منفرد دیگری وجود دارد:«بدبخت کوه» در نزدیکی دهستان فردوسیه نوق و«بیدو» یا «کله گاوی» در جنوب شرقی دشت که دره کمال‌آباد را از ده‌رسوبی کبوترخان،جدا می کند.رشته کوه آهکی داوران در شرق،دنباله رشته کوه های مرکزی فلات ایران است که جهتی شمال غربی -جنوب شرقی دارد.ارتفاعات داوران،سراسر شرق دشت را از جنوب شرقی تا شمال شرقی و شمال در برگرفته است؛این رشته کوه،از «بندریزان» واقع در شمال غربی منطقه نوق،حدود جنوب مهریز شروع شده و تا کوه «بادامان» یا «بادامو» امتداد می یابد و در حد فاصل شهرستان رفسنجان و زرند قرارگرفته و حدود ۱۶۹ کیلومتر طول دارد.مرتفع ترین قله های این ارتفاعات کوه‌گردو،مادر‌کوه،کوه‌سرخ،کوه‌سیر،کوه‌نودرهنگ،کوه‌خرسنگ،کوه حوض ،کوه گنبد و... است که قله گردو و کوه سرخ با ارتفاع ۳۲۰۰ متر،مرتفع ترین قله های این رشته کوه می باشد.در غرب و شمال غربی دشت رفسنجان،ارتفاعات سرچشمه قرار دارد که از سلسله جبال «شیرکوه» یزد آغاز و به کوه جوپار،منتهی می شود.مرتفع ترین قله این رشته کوه ،قله سرچشمه با ارتفاع ۳۲۸۸ متر در ۶۰ کیلومتری جنوب رفسنجان است.ارتفاعات غربی دشت،مرتفع تر و جوان تر از ارتفاعات شرقی دشت هستند و اکثر سیلاب های مهم منطقه از این رشته ارتفاعات سرچشمه می گیرد

#### دشت‌ها
دشت رفسنجان با وسعت ۴۶۳۶ کیلومتر مربع در فلات کرمان قرار دارد.شهر رفسنجان در محدوده مرکزی دشت قرارگرفته است.این دشت،حاصل رسوبات آبرفتی رودها و سیلاب های شمال و جنوب منطقه و همچنین رسوبات دریاچه ای به جای مانده از دوره های گذشته است.سطح دشت در گذشته های بسیار دور،ناهموار بوده و به علت پست‌تر بودن از مناطق اطراف خود،بر اثر انباشت مواد آبرفتی حاصل از تخریب و فرسایش ناهمواری ها و ارتفاعات کناری به صورت سطح نسبتاً همواری درآمده است.شیب دشت،بسیار کم و جهت آن از جنوب و جنوب غربی،به طرف شمال غربی است.

## طبیعت رفسنجان
بنه (پسته کوهی ) ، بادام کوهی ، انجیر کوهی،گز،درمنه ، قیچ ، گون ، اسکنبیل ، شور و گندمیان و.... پوشش گیاهی این منطقه را
تشکیل می دهند 
همچنین مهمترین جانوران این منطقه را آهو، جبیر، قوچ و میش، کل و بز، ، گرگ، روباه، کفتار، خرگوش، کبک، تیهو، باقرقره و هوبره تشکیل می دهد. که در منطقه شکار ممنوع نودرهنگ زندگی می کنند.

## اقتصاد

### اقتصاد کلّیِ رفسنجان
رفسنجان به عنوان‌ بزرگ ترين توليد کننده‌ پسته  جهان  و همچنین يکی از بزرگترین توليد کنندگان‌ مس جهان بشمار می‌آید و شهري صنعتي و معدنی بزرگ محسوب‌ می‌شود 
رفسنجان به‌عنوان بزرگ‌ترین تولیدکنندهٔ پسته در جهان، سهمی فراوان از صادراتِ غیرنفتی داراست. پستهٔ رفسنجان به دلیل کیفیتش شهرت جهانی دارد و این دلیلیست که رفسنجان را به شهری شناخته‌شده در جهان تبدیل کرده‌ست. از دیگر سوی خاک مرغوب برای کاشی و سرامیک در این شهر باعث شده‌است که بزرگ‌ترین کارخانه‌های کاشی ایران در اینجا تأسیس که به معروف ترین‌ها یعنی کارخانه‌های «الماس کویر» و «برلیان» می‌توان اشاره کرد. ویژگی دیگرِ این شهر وجود  شش معدن مس از جمله‌ معدن «مس سرچشمه» است که بزرگ‌ترین معدن مس جهان است و همچنین معدن جديدمس سریدون رفسنجان دومين معدن بزرگ ایران بعد آزمعدن سرچشمه است.
هَمچُنین در رفسنجان کارخانه هایِ فراوانی به‌ویژه مجتمع‌های صنعتی هم جای دارند. و داراي دو شهرک صنعتی  و منطقه بزرگ ویژه اقتصادی است

### منطقه‌یِ ویژه‌یِ اقتصادیِ رفسنجان
تأسیس «منطقه‌یِ ویژه‌یِ اقتصادیِ رفسنجان» در ۱۳۸۹ خورشیدی برپایه‌یِ تبصره‌یِ ۲ ماده‌یِ ۱ قانونِ برنامه‌یِ چهارمِ توسعه در نشستِ علنیِ روزِ یکشنبه به‌تاریخِ ۴ مهر ۱۳۸۹ خورشیدی پذیرفته‌شد و در تاریخِ ۱۴ مهر ۱۳۸۹ خورشیدی به‌دستِ شورای نگهبان تأیید شد و طیِ نامه‌یِ شماره‌یِ ۳۷۴/۴۹۲۸۸ به‌تاریخِ ۱ آبان ۱۳۸۹ خورشیدیِ مجلس شورای اسلامی واصل شد و برایِ اجرا به‌دستِ رئیس‌جمهور ابلاغ شد. منطقه‌یِ ویژه‌یِ اقتصادیِ رفسنجان در زمینی به پهناوریِ ۲٬۰۰۰-هکتار در ۲۰-کیلومتریِ جنوب‌شرقِ این شهر (حدِّفاصلِ روستاهایِ ناصریه و کبوترخان) با مسئولیتِ «گروهِ صنعتیِ زرّینه مس» وابسته به صندوقِ بازنشستگیِ شرکت ملی صنایع مس ایران پدیدآمده و پس از گرفتنِ پروانه‌هایِ مورد نیاز، طرّاحیِ یک سایتِ صنعتی به‌دستِ شرکتِ مشاورانِ مهندسیِ NCE آلمان آغاز شد و هم‌اکنون فازِ نخستش در زمینی به پهناوریِ ۲۰۰-هکتار درحالِ اجراست.
عملیاتِ اجرایی در فازِ نخست دربرگیرنده‌یِ گرفتنِ پروانه‌یِ چاه‌کنی برایِ تأمینِ آب، طرّاحی و اجرایِ شبکه‌یِ برق، اجرایِ پروژه‌هایِ راهسازی و جدول‌گذاری، پَرچین‌کشی، کاشتِ بالایِ ۴٬۰۰۰-اصله نهال و ساختِ ساختمانِ اداری برایِ جای‌گیریِ سازمانِ مسئول و دفترِ گمرک بوده‌ست که برخی از این کارها به‌گونه‌یِ ۱۰۰-درسد و برخی دیگر با بیش از ۹۰-درسد پیشرفت، گام‌هایِ پایانی‌شان را می‌پیمایند. همچنین جای‌گیریِ گمرک در منطقه‌یِ ویژه‌یِ اقتصادیِ رفسنجان باعث شده‌است که پیوندهایِ بازرگانی با خارج از کشور، بخشی بزرگ از هزینه‌هایِ ترابری و بارگیری از بندرهایِ کاسته‌شود و به سرعتِ انجامِ کار به‌گونه‌ای چشمگیر افزوده‌شود. بخشی از این پیوندهایِ بازرگانی، واردکردنِ آسان ماشین‌آلات، موادِ اولیّه‌یِ صنایعِ مس و فولاد به انبارهایِ منطقه و انباشتنشان برایِ بهره‌گیری از جایگاهِ ترخیص کالا است. از میانِ شرکت‌هایِ مهمی که در اینجا فعّالیت می‌کنند، می‌توان به شرکتِ توسعه‌یِ نفت و گازِ «مرآت آریا» اشاره کرد که درحالِ ساختِ پالایشگاهِ نفت و موادِ پتروشیمیِ مرآت آریا است و همچنین شرکتِ «آب‌نگهدارِ کویر آریا» که در زمینه‌یِ تولیدِ کودهایِ آب‌نگهدارِ هوشمند کار می‌کند، در اینجا هست.
==== مرکزِ انتقالِ نفت و تأسیساتِ رفسنجان 
==== منطقه نفتي جنوب شرق کشور در رفسنجان  وجود دارد و يکی از شش منطقه‌ نفتي کشور است که اين مركز فرآورده‌های نفتي هشت استان کشور را از طريق خط لوله‌ و تانکر هاي نفت کش تامین می‌کند 
این مرکز در بازه‌یِ ۱۰-کیلومتری از شهرستانِ رفسنجان و کنارِ بزرگراهِ رفسنجان-یزد در زمینی به پهناوریِ ۵۵-هکتار و در بلندایِ ۱٬۴۹۵-متری از سطحِ دریا واقع شده‌است. فراورده‌های نفتی خطِ "۲۶ بندرعباس پس از پیمایشِ ۴۴۹-کیلومتر به مرکز رفسنجان می‌رسند. از مرکز رفسنجان، یک خطِ "۱۴ به درازایِ ۱۲۵-کیلومتر و یک خطِ لوپ به درازایِ ۸۳-کیلومتر تا کرمان کشیده‌شده که انبارهایِ نفتِ کرمان همچنین نیروگاه سیکل ترکیبی باغین را از لحاظ سوخت‌رسانی تأمین می‌کند و همچنین یک خطِ لوله‌یِ "۱۶ با گنجایشِ ۱۲۰٬۰۰۰-بشکه در روز و ۲۲۱-کیلومتر از این مرکز تا یزد و از آنجا تا نائین و اصفهان امتداد می‌یابد که یک خطِ لوپِ "۱۶ به درازایِ ۱۷۶-کیلومتر همراهی‌اش می‌کند.
علاوه بر خط‌هایِ "۱۴ و "۱۶، خطِ لوله‌یِ "۲۰ نیز با توانِ حملِ ۲۰۰٬۰۰۰ بشکه در روز از این مرکز، فراورده‌هایِ نفت را از راه مراکزِ یزد و نائین به اصفهان می‌برد. مرکزِ رفسنجان علاوه بر انتقال فراورده‌هایِ نفتیِ خطِ "۲۶ به ۵ رشته‌خطِ مذکور، نیاز انبارِ نفت رفسنجان را تأمین می‌کند. مخازن تعادلی در رفسنجان دربرگیرنده‌یِ ۳ مخزن نفت و گاز با گنجایشِ ۱۲۰٬۰۰۰٬۰۰۰-لیتر، ۲ مخزن نفتِ سفید با گنجایشِ ۶۰٬۰۰۰٬۰۰۰-لیتر و ۳ مخزن بنزینِ موتور با گنجایشِ ۱۲۰٬۰۰۰٬۰۰۰-لیتر است. این مرکز دارایِ ۳-دستگاه الکتروپمپ، هرکدام با توانِ ۱٬۹۵۰-کیلووات و گنجایشِ ۱٬۳۱۲-مترِمکعَّب‌درساعت رویِ خطِ "۲۰ و ۳-دستگاه الکتروپمپ، هرکدام با توانِ ۱٬۷۰۰-کیلووات و گنجایشِ ۷۹۵-مترِمکعَّب‌درساعت رویِ خط‌هایِ "۱۴ و "۱۶ بهره‌برداری است.

### کشاورزی در رفسنجان
رفسنجان درگذشته به دلیل زمین‌های حاصلخیزش عمدهٔ محصولات کشاورزی مانند پنبه، گندم، جو، ارزن، کشت می‌شود. انواع درختان میوه در کوهپایه و انواع درختان پسته در دشت رفسنجان میان کوه‌های شرقی و غربی از منطقهٔ بیاض تا خنامان به‌صورت وحشی (خودرو) بوده، به طوری که در سفرنامهٔ مارکوپولو از جنگل‌های انبوهی از این نوع درخت در رفسنجان یادشده است. شاید بتوان یک دلیل این ادعا را تک‌درخت هزار و پانصدسالهٔ پسته در دهکدهٔ تاریخی اودرج و درختان هزارسالهٔ امامزاده شاه چهل تن خنامان نام برد. پرورش پسته در رفسنجان از نظر توسعهٔ باغات پسته با گذشته قابل‌مقایسه نیست، هم‌اکنون درخت پسته غالب منطقه است. تا آنجایی که یک‌صد و سی هزار هکتار زمین‌ها به کشت پسته اختصاص دارد و در حدود ۱۲۰ تا ۱۴۰ هزار تن پسته در سال برای کشاورزان به همراه دارد. به‌طور کلی حدود ۳۰٫۹ درصد سطح زیر کشت محصول باغی استان کرمان در شهر رفسنجان قرار دارد. بیشترین مناطق پسته‌کاری در رفسنجان به رقم‌های اکبری و کله‌قوچی اختصاص داده شده‌است.

## مردم
اکثر مردم رفسنجان فارسی زبان هستند.همچنین طبق برآورد ها  در دهه های اخیر تعدادی از بلوچ ها به رفسنجان مهاجرت کرده اند که جمعیت آنها در رفسنجان پنج هزار نفر است.همچنین پس از جنگ شوروی در افغانستان و حضور طالبان در افغانستان مهاجرین زیادی به دلیل وجود کار و امکانات وارد رفسنجان شدند که به گفته ایسنا جمعیت آنها ۸۰ هزار نفر می باشد.

### پوشش
لباس محلی که مردم رفسنجان بر تن می‌کردند، لباس محلی رفسنجانیاست.
لباس در میان مردم استان کرمان به سه دسته کلی تقسیم می‌شود:
- محلی
- بلوچی
- زرتشتی

از جمله پوشاک محلی زنان می‌توانیم به چارقد، پیچه، چادر دلاغ، شلیت، پیراهن شش‌ترک، یل، ساغری و گالش است. که در زمان قدیم بیشتر استفاده می‌شده 
از پوشاک محلی مردانه می‌توانیم به انواع کلاه‌های نمدی، شاپو، عمامه و کاموایی، پیراهن، قبا، ساغری، گیوه، مچ پیچ و پاپیچ اشاره کرد.
نوزادان هم در فرهنگ کرمان، لباس مخصوص خود را دارند، از جمله لباس‌های محلی کرمانی می‌توانیم به دورگوشو، کلاه چینو، لچک، شمیلو اشاره کنیم.

### زبان
مردم رفسنجان به لهجه رفسنجانی که یکی از شاخه های لهجه رفسنجانی  است صحبت می کنند البته مردم بخش نوق لهجه ای کمی متفاوت دارند .

### دین
اکثریت مردم رفسنجان شیعه دوازده‌امامی هستند. و در همین حال تعدادی از مردم رفسنجان جزء پیروان شیخیه (شاخه ای از شیعیان دوازده امامی ) هستند در این شهر زندگی می کنند. همچنین اقلیت های دینی مانند یهودیان در این شهر زندگی می کنند به طوری که رفسنجان دارای دو کنیسه می باشد. البته بیشتر یهودیان در دوران پس از انقلاب به خارج از ایران رفتند.

## شخصیت‌های سرشناس رفسنجان
- اکبر هاشمی رفسنجانی چهارمین رئیس‌جمهور ایران (۱۳۶۸–۱۳۷۶) و دیگر اعضای خاندان هاشمی رفسنجانی
- سید علی میرافضلی
- محمد شریفی نعمت‌آباد
- محمد هاشمیان
- حسین هاشمیان
- حسین مرعشی
- عفت مرعشی
- سردار محمد شیرازی
- بابک نوری
- سید محمد حسینی
- حمید واحدی
- علی‌اصغر پورمحمدی
- حجت‌الاسلام مصطفی پورمحمدی
- عادل فردوسی پور
- امیرحسین نورالدینی
- علی سامره
- علی علیزاده
- علی رمضانی
- منوچهر آگاه
- محمدرضا پورابراهیمی داورانی
- حجت‌الاسلام حسین جلالی
- سید حمید حسینی
- سید محسن سجادی
- استاد غلامحسین منتصری
- ((آقای امین معروف به امین التجار)
- ((حاج آقا علی معروف به زعیم رفسنجانی))

## بوستان ها و فضای سبز
سرانه‌یِ فضایِ سبز شهر رفسنجان ۱۸٫۲-مترمربع است که بیشتر از میانگینِ کشوری است.
مهم‌ترین بوستان‌هایِ رفسنجان:
- بوستان آبی نشاط
- بوستانِ ریاست‌جمهوری
- بوستانِ لاله
- بوستانِ جوان (تقی‌آباد)
- بوستانِ خبرنگار
- بوستانِ پونه
- بوستانِ مهربانو
- بوستانِ شهروند
- بوستانِ مادر
- بوستانِ معلِّم
- بوستانِ وحدت

## ترابری شهری
ترابری درونِ شهرِ رفسنجان با تاکسی و اتوبوس‌هایِ خطِ واحد انجام می‌گیرد. اتوبوس‌هایِ خطِ واحد با ایستگاه‌هایِ فراوان در بیشترِ منطقه‌هایِ رفسنجان به‌ویژه در منطقه‌هایِ پررفت‌وآمد و ترافیکی به مهمانان یاری‌رسانی می‌کنند.

### فرودگاهِ رفسنجان
این فرودگاه در ۱۳۶۹ خوْرشیدی افتتاح شد؛ ولی برایِ بازسازی به‌بازه‌یِ ۳-سال بسته‌شد. به این دلیل به‌بازه‌یِ چندسال همه‌یِ پروازهایِ این فرودگاه بسته‌شدند. با افزایشِ پهنایِ باند و افزودنِ امکاناتِ جدید، این فرودگاه به‌دستِ رئیس‌جمهورِ وقت محمود احمدی‌نژاد در ۱۳۹۱ خوْرشیدی به بهره‌برداریِ دوباره رسید.
پس از بهره‌برداریِ دوباره‌یِ فرودگاه رفسنجان و با نظر به اندازه‌یِ بالایِ صادراتِ معدنی، صنعتی و کشاورزی، ایجادِ منطقه‌یِ ویژه اقتصادیِ و اداره‌یِ کلِّ گمرکِ این شهر تصویب شد.

مساحت باند فرودگاه رفسنجان ۱۴۴ هزار متر مربع است که با احتساب پارکینگ و تاکسی، مساحتی حدود ۱۶۴۵۰۰ متر مربع از عوامل پروازی این فرودگاه ساماندهی، روکش و توسعه داده شده‌است.
استان کرمان دارای پنج فرودگاه است که یکی از این فرودگاه‌ها فرودگاه بین‌المللی رفسنجان است که طی سال‌های اخیر به دلیل انجام عملیات عمرانی برای توسعه فرودگاه پروازهای داخلی در این فرودگاه با مشکلاتی همراه بود است و عملیات بهسازی فرودگاه نزدیک به سه سال طول کشید که شامل توسعه باند فرودگاه و عوامل پروازی بوده‌است.
سطوح پروازی فرودگاه رفسنجان توسعه یافته‌است و مساحت باند فرودگاه افزایش یافته‌است و به ۱۷۰ هزار متر مربع رسیده‌است.

در حال حاضر پروازهای مستقیم از رفسنجان به تهران و مشهد انجام می‌شود و همچنین پروازهای مستقیم از این فرودگاه به دبی، عتبات عالیات و عربستان بزودی انجام می‌شود که تا این تاریخ عملیاتی نشده‌است. بسیاری از ساکنان رفسنجان به علت مشکلات فرودگاه رفسنجان از جمله پروازهای محدود و زمان‌بندی نامناسب، از فرودگاه بین‌المللی آیت‌الله هاشمی رفسنجانی کرمان برای رفت و آمد هوایی استفاده می‌کنند.

### راه‌آهن احمدآباد
ایستگاه راه‌آهن احمدآباد در حدود ۴۰ کیلومتری شهر نزدیک کشکوئیه واقع شده‌است. این ایستگاه همه روزه با قطار بندر عباس - تهران به مقصدهای تهران و بندرعباس یا ایستگاه‌های بین راهی توقف دارد. راه‌آهن احمدآباد از اهمیت زیادی به دلیل جا به جایی بار برای کارخانه مس و شرکت‌های پسته برخوردار است.

### پایانه مسافربری رفسنجان
این ترمینال در بلوار ورودی رفسنجان کرمان واقع است و با تعاونی‌های متعدد همه روزه به تمامی نقاط کشور مسافرت می‌کنند.

### پایانه بار رفسنجان
این پایانه ویژه باربری است که در بلوار ورودی رفسنجان از سمت تهران واقع شده‌است. به تمام نقاط کشور باربری انجام می‌دهد.

## دانشگاه‌ها
- دانشگاه علوم پزشکی رفسنجان
- دانشگاه ولی عصر رفسنجان[۸]
- دانشگاه آزاد اسلامی واحد رفسنجان[۹]
- دانشگاه پیام نور رفسنجان
- دانشگاه کار
- مؤسسه آموزش عالی غیرانتفاعی میثاق
- مؤسسه آموزش عالی غیرانتفاعی مفاخر
- مؤسسه آموزش عالی غیرانتفاعی علامه جعفری رفسنجان[۱۰]
- دانشگاه حضرت نرجس سلام الله علیها رفسنجان
- دانشگاه ملی مهارت

## رسانه‌ها

### شبکه کرمان
در حال حاضر شبکه استانی کرمان به صورت بیست و چهار ساعته برنامه دارد و در شهر رفسنجان قابل دریافت است. علاوه بر این سایر شبکه‌های ملی و نیز رادیوهایی مانند رادیو کرمان و رادیو شهری رفسنجان (به‌طور مستقل) نیز در این شهر فعال هستند.
رادیو شهری رفسنجان بر روی موج FM فرکانس ۹۹٫۳ مگاهرتز پخش می‌شود.

### سینماها
رفسنجان از جمله شهرهایی است که از پیشگامان سینما در قبل از انقلاب است. سینما آسیا و سینما امید از جزو اولین سینماهایی هستند در ایران تأسیس شدند. بعد جریان انقلاب اسلامی این سینماها را آتش زدند و بعد از انقلاب رفسنجان تا مدت‌ها از سینما محروم بود. اما در حال حاضر سه سینما دارد و در مهر سال ۱۳۹۱ سینماهای رفسنجان میزبان جشنواره اکران فیلم مقاومت بودند. سی و یکمین جشنواره فیلم فجر برای اولین بار در در استان کرمان در رفسنجان در حال اکران شد.

#### سینما گلستان امین
این سینما یکی از سینمای دیجیتال کشور است که توسط وزیر ارشاد افتتاح شد. این سینما در خیابان شهید بهشتی و در عمارت گلستان امین واقع شده‌است. این سینما دارای ۲ سالن است که یک سالن آن نیلوفر نام دارد و ۱۴۵ نفر گنجایش دارد و سالن دیگر آن نگین نام دارد و ۱۵۵ نفر ظرفیت دارد. این سینما خصوصی است.

#### سینما آزادی
این سینما در سرچشمه رفسنجان واقع شده‌است. این سینما به غیر از اکران فیلم میزبان سومین جشنواره موسیقی استانی آوای کویر و همچنین میزبان اکران فیلم مقاومت بوده‌است. همچنین چهارمین نشست سینمایی با نمایش فیلم و با حضور حضور سید رضا میر کریمی به عنوان کارگردان و شادمهر راستین فیلم‌نامه‌نویس این کار نشستی بعد از نمایش فیلم برگزار شد. شایان ذکر است که نشست‌های قبلی با حضور عباس کیارستمی و رضا کیانیان/ کمال تبریزی و انسیه شاه حسینی برگزار شده‌است.

#### سینما افصح هجری
این سینما جزو سینما در مجتمع افصح هجری واقع شده‌است. دارای ۱ سالن است.

## گردشگری
طبق گفته فرماندار رفسنجان بین سال ۱۴۰۲_۱۴۰۳ بیش از چهل هزار نفر از شهرستان رفسنجان دیدن کردند که در این مدت بیشترین بازدید از  بزرگترین خانه خشتی جهان(خانه حاج‌آقاعلی در قاسم آباد)، دهکده تاریخی و گردشگری  اودرج، ییلاقات رفسنجان، امامزاده‌ها و بقاع متبرکه و نیز جاذبه‌های طبیعی شامل دره راگه، تپه‌های ماسه بادی، دریاچه شور در نوق و ... بوده است.حسن حسینی با اشاره به ۳۰۰ اثر شناسایی شده گردشگری در رفسنجان گفت: از این تعداد ۷۰ اثر تاریخی، مذهبی و طبیعی به ثبت ملی رسده و دو اثر طبیعی شامل درخت ۵۰۰ ساله بنه در شاه چهلتن خنامان و دره راگه هم در لیست انتظار ثبت ملی شدن هستند که مقدمات این کار در حال انجام است.

### جاذبه‌های تاریخی
گرچه این شهر به دفعات توسط جهان گشایانی مانند تیمور - شیبک ازبک و دیگر اقوام مرز گریز تحت سلطه درآمده و غارت شده‌است اما چند بار بازسازی شده و آثار و ابنیه تاریخی زیادی در وجود دارد که از جمله آن‌ها می‌توان به قلعه‌ها، کوشکها، کاروانسراها، تیمچه‌ها، بازارها، برجها، عمارتها، آب انبارها، یخدانها، معبدها، امامزاده‌ها، تپه‌ها و محوطه‌های باستانی، آسیابها، حمامها، قیصریه رفسنجان، مراکز فرهنگی - مذهبی، کاروان سرای کبوتر خان رفسنجان، خانه حاج‌آقاعلی، قلعه تاریخی صفاییه، بازار و آب انبار حاج‌آقاعلی، بادگیر معین، معبد آناهیتا در رفسنجان، خانه باقری، عمارت کلاه‌فرنگی رفسنجان، غار طوطیان در منطقه نوق، قلعه جنت آباد نوق و همچنین روستای گردشگری شرقزا و چاه دریادرنوق رفسنجان اشاره کرد.

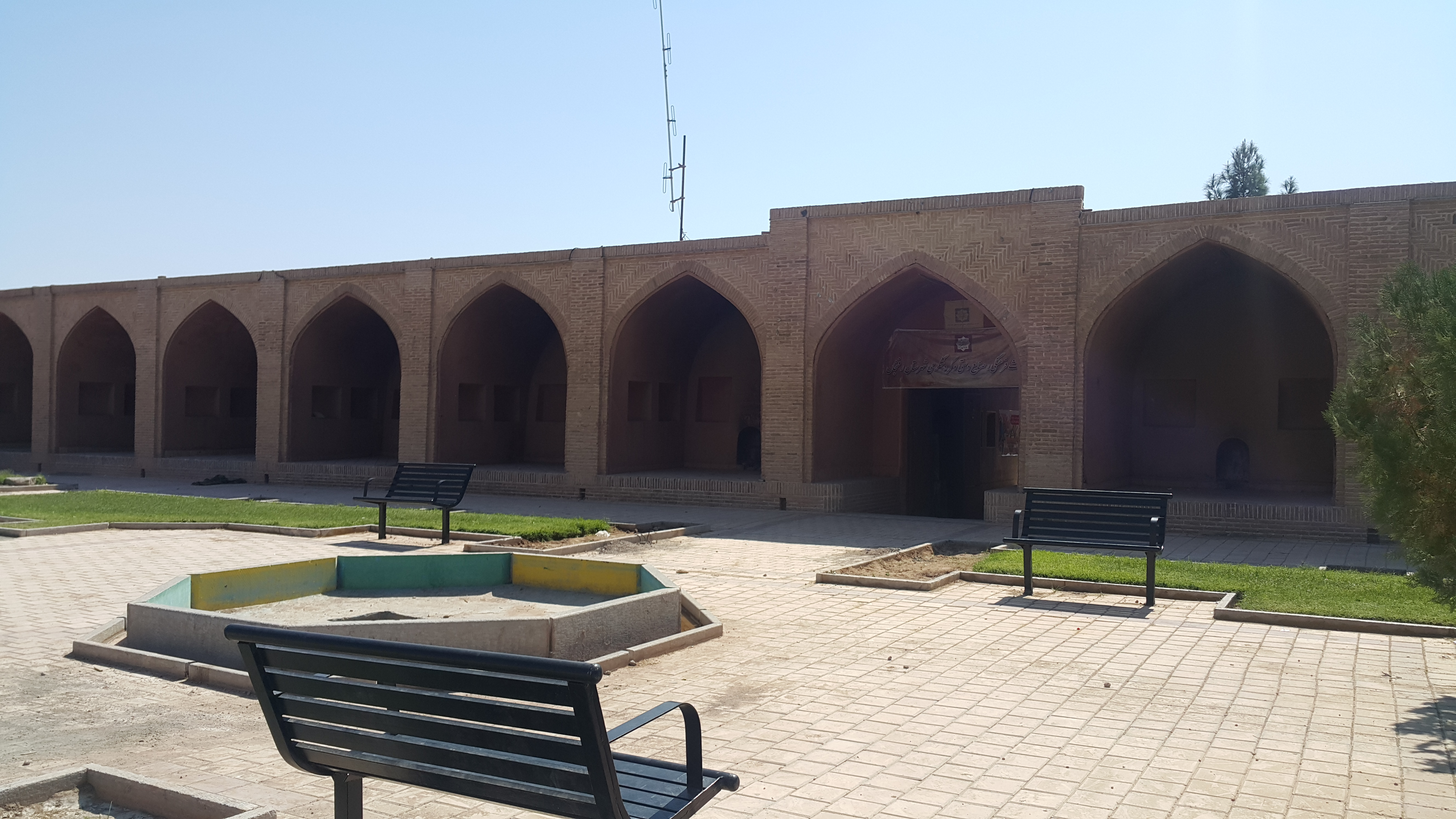
کاروانسرای وهاب زاده رفسنجان

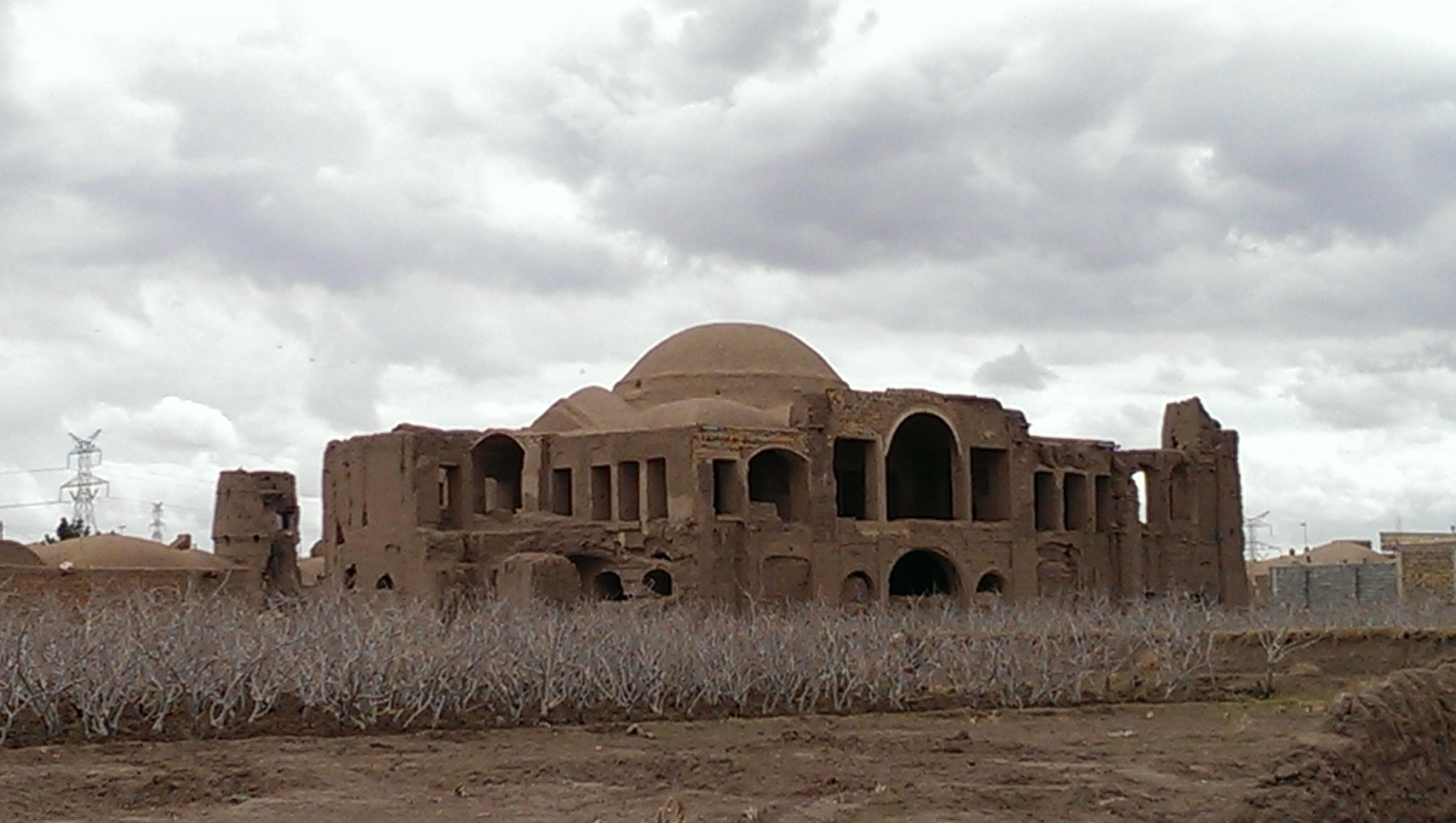
عمارت کلاه فرنگی

#### معبد آناهیتا
معبد آناهیتا از آثار تاریخی و مکان های دیدنی رفسنجان است. این بنا در روستای حسین‌آباد، در بخش خنامان از شهرستان رفسنجان قرار دارد و قدمت آن به هزاره اول قبل از میلاد مسیح بازمی‌گردد. از آنجا که معبد در زمان قاجاریه به‌صورت پناهگاه دزدان و راهزنان بوده است، به اشتباه از آن با نام قلعه دزدان یاد می‌کنند. 

#### خانه حاج آقا علی
حاج آقا علی ملا زعیم الله رفسنجانی معروف به امین التجار در ابتدا فردی فقیر بوده که در طی تلاش های شبانه روزی خود جزو یکی از بزرگترین تاجران عهد قاجار شده بود که به ثروت قابل توجهی رسیده بود. وی در طول عمرش چندین بنای تاریخی و زیبا ساخته و در اواخر عمر خود قسمتی از اموالش را وقف امور خیریه کرده است. مجموعه خانه تاریخی حاج آقا علی شامل هشت قسمت است که عبارتند از بازار با ۲۱ سقف متنوع هندسی، آب انبار منقوش آجری و کاشی کاری شده برای تامین آب روستا، مسجد چهل ستون، حمام، حسینیه، یخدان کبوترخان و خانه تاریخی است.خانه تاریخی و خشتی حاج آقا علی در ۶ کیلومتری شهر رفسنجان در استان کرمان قرار دارد. این خانه خشتی بزرگترین خانه خشتی جهان به شمار می رود که ساخت آن چهارده سال طول کشید. این خانه عظیم با زیربنایی بالغ بر ۷۰۰۰ متر مربع دارای ۴ بخش اصلی حوضخانه، شاه نشین، پاییزی و زمستانی همراه با ۸۶ اتاق هفت دری، پنج دری، سه دری و پستو است. همچنین چهار حیاط، راهروهای سرپوشیده و روباز و سه هشتی به عنوان قسمت‌ های ارتباطی این خانه هستند

خانه حاج آقا علی

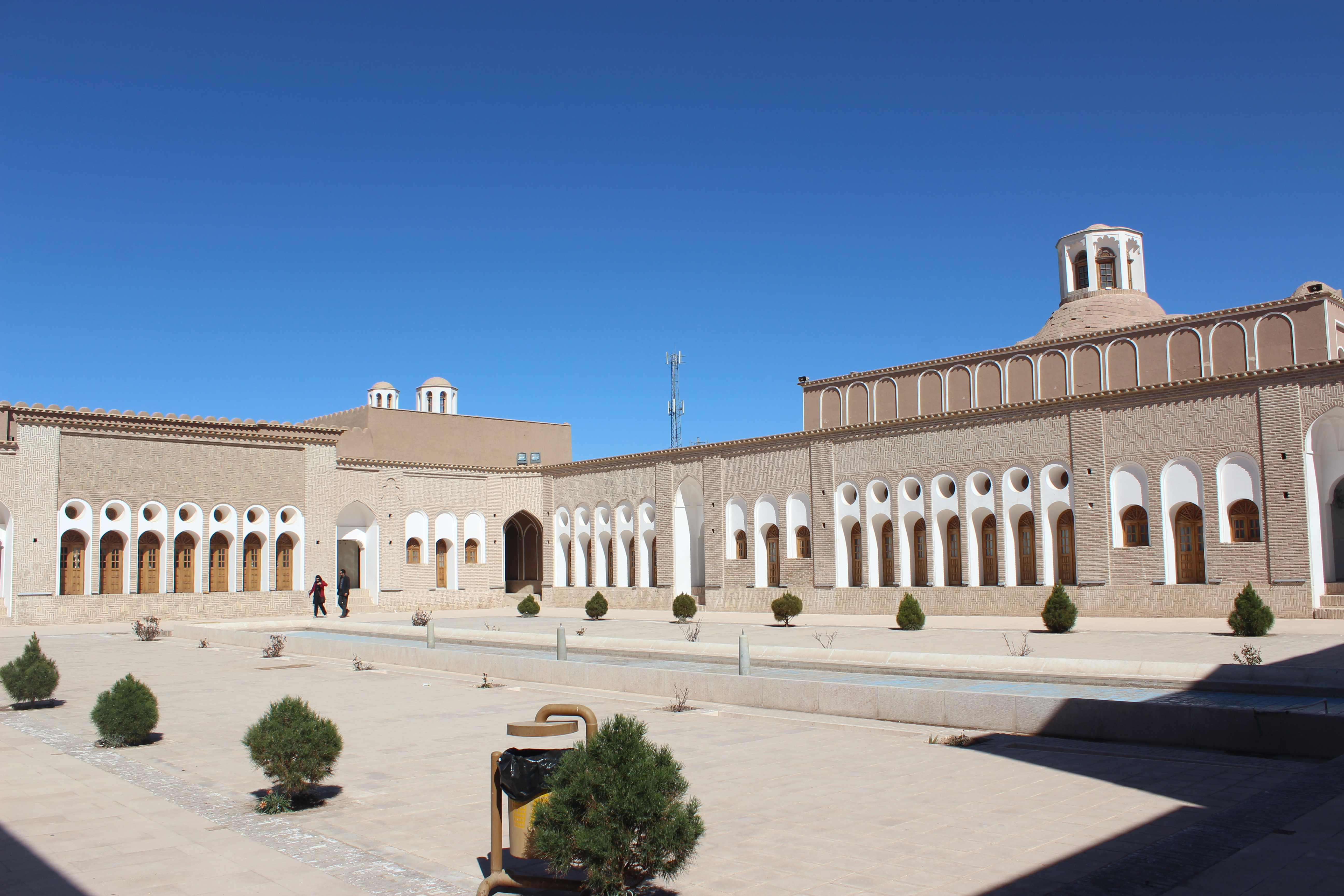
خانه حاج آقا‌علی بزرگترین خانه خشتی جهان

#### حصار قدیمی رفسنجان
حصار قدیم رفسنجان قریب به ۲۰۰ سال پیش، به دستور امیر مفخم بختیاری حاکم کرمان، در اطراف رفسنجان ساخته شد. این حصار دارای چند برج و باروی مستحکم بود. دروازه‌های حصار در ضلع جنوبی (دروازه علی آباد)، در ضلع شمالی (دروازه مزار)، در ضلع شرقی (دروازه کمال آباد) و در ضلع غربی (دروازه قطب آباد) بودند که به‌ جز دروازه قطب آباد، از بقیه آن‌ها اثری نیست. طول حصار رفسنجان ۵۴۰۰ متر، عرض پایین دیوار سه متر و ارتفاع دیوار ۶ متر است. برای ساخت حصار از خشت خام، لایه‌هایی از گل دونم و لگد خورده و کاهگل استفاده کرده‌اند و راس دیوار حصار به‌صورت کنگره تزیین شده است. با توجه به ارزش تاریخی، این اثر در زمره جاهای دیدنی رفسنجان قرار دارد و در تاریخ ۲۷ اسفند ۱۳۸۷ با شماره ثبت ۲۶۲۴۵ به‌عنوان یکی از آثار ملی ایران به ثبت رسیده است.

#### بادگیر معین
بادگیر معین یکی از جاذبه های گردشگری شهرستان رفسنجان است که قدمت آن به دوره قاجاریه باز می گردد. این سازه در سال 1384 توسط میراث فرهنگی شهرستان رفسنجان بازسازی شده است. این سازه از خشت، چوب و کاهگل ساخته شده و ارتفاع آن به 16 متر می رسد. طرز کار بادگیر به این صورت است که هوای خنک از طریق آن وارد ساختمان می گردد. استفاده از این نوع سازه ها برای خنک کردن ساختمان در شهر های گرم و خشک در گذشته رواج داشته است.

#### بازار رفسنجان
مجموعه بازار رفسنجان مربوط به دوره آل مظفر و دوره قاجار است و در رفسنجان، محله علی‌آباد، بین خیابان انقلاب و خیابان بهشتی واقع شده و این اثر در تاریخ ۲۲ مرداد ۱۳۸۴ با شمارهٔ ثبت ۱۳۲۹۰ به‌عنوان یکی از آثار ملی ایران به ثبت رسیده است.

#### یخدان عباس آباد
یخدان عباس آباد حاجی با قدمتی که به دوره قاجار بازمی‌گردد، از مکان های دیدنی رفسنجان به شمار می‌آید. بنا دارای دیواری بلند به ارتفاع ۱۲ متر است. چاله یخ بنا عمقی در حدود ۱۰ الی ۱۵ متر دارد و پلان کلی یخدان دایره‌ای شکل است. در ساخت یخدان از خشت خام و گل استفاده کرده‌اند تا از زمستان تا اواخر فصل تابستان، یخ را با حداقل میزان آب‌شدگی نگه دارد. این اثر در تاریخ ۹ بهمن ۱۳۸۴، با شماره ثبت ۱۳۹۵۵ به‌عنوان یکی از آثار ملی ایران به ثبت رسید.اکنون این یخدان تغییر کاربری داده شده و تبدیل به زورخانه ای برای پهلوانان رفسنجانی شده است.

### جاذبه‌های طبیعی
این شهر قدمتی دیرینه دارد و باغ‌های پسته آن مشهور است. بیشترین باغ‌های پسته این شهر در منطقه نوق قرار دارد. علاوه بر موارد فوق شرایط اقلیمی، معادن عظیم مس سرچشمه، بزرگ‌ترین جنگل مصنوعی جهان (باغات ۱۲۰ هزار هکتاری پسته) و ییلاقاتی چون سرچشمه ،داوران، دره در، راویز، چاه دریا، شغزای نوق(شرق زا)، دره راگه و تپه‌های ماسه بادی صفاییه نیز از جاذبه‌های طبیعت این منطقه است.

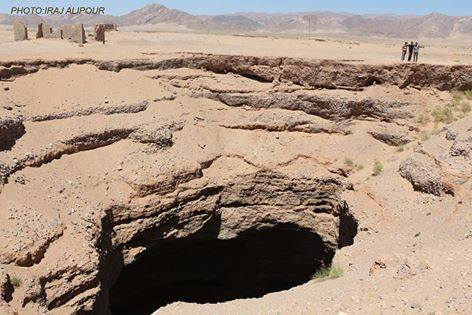
چاه دریا،رفسنجان

#### درخت کهن سال اودرج
درخت بنه کهنسال اودرج که با نام درخت پسته کهنسال اودرج نیز شناخته می‌شود، از دیدنی های رفسنجان به شمار می‌آید و در فاصله ۳۵ کیلومتری این شهر، در دهکده تاریخی اودرج قرار گرفته است. میوه این درخت بنه نام دارد که با عنوان پسته کوهی نیز مشهور است. از بنه برای تهیه خوراکی‌های محلی مانند کشک بنه استفاده می‌شود. با قدمتی که به بیش از ۱۵۰۰ سال می‌رسد، درخت بنه کهنسال اودرج ارتفاعی معادل ۱۵ متر و تنه‌ای با قطر ۳.۵ متر دارد. با توجه به ارزش و اهمیت تاریخی، در تاریخ ۲۷ فروردین ۱۳۹۷، این اثر طبیعی با شماره ۵۷۷ در فهرست میراث طبیعی ملی کشور به ثبت رسید.

### مکان‌های زیارتی و مذهبی
- امام زاده رضا معروف به سید غریب در جنوب غربی رفسنجان و ابتدای جاده یزد قرار دارد.
- امامزاده بی بی گوهر در روستای داوران واقع در جاده زرند
- امامزاده بی بی حیات و امامزاده سید ابراهیم معروف به شاه چهل تن در روستای خنامان واقع در جاده کرمان
- امامزاده سید جلال الدین اشرف در روستای شمس‌آباد نوق و سید حسین دارابی در راویز قرار دارد
- در۵۰ کیلومتری سرچشمه امامزاده ابراهیم درشهر بهرمان ۶۵ کیلومتری این شهرستان از شهرهای رفسنجان محسوب می‌گردد.
- امامزاده عبدالله: از فرزندان موسی کاظم در روستای دره در بالا محل زیارت می‌باشد.
- امامزاده شاهزاده علی‌اصغر
- امامزاده بی بی صفیه: که این دو امامزاده در قسمت دره در پایین محل زیارت هستند.
- امامزاده بی بی مریم
- امامزاده بی بی زینب: این دو امامزاده هم که در محلی به نام گریسکان می‌باشند که این محل در بین جاده رفسنجان - دره در می‌باشد.
- امامزاده عباس: کنار رودخانه گیودری، ۵۵ کیلومتری رفسنجان که البته در حوزه استحفاظی شهرستان بردسیر قرار دارد
- امامزاده حکیم علی خیام هشتم

### موزه‌ها
- موزه ریاست جمهوری رفسنجان[۱۵]
- موزه مردم‌شناسی رفسنجان:این موزه در محل بنای حمام قدیمی آقاسیدمهدی قریشی رفسنجان واقع شده‌است.[۱۶]
- موزه خوشنویسی[۱۷]

## سوغات و صنایع دستی
این منطقه نیز همانند بسیاری از مناطق کشور ایران، یک لیست بلند و بالا از صنایع دستی و سوغات خاص و ارزشمند را دارد. از صنایع دستی رفسنجان به طور کلی می‌توان قلم‌زنی روی مس، قلاب بافی، قالی بافی، گلیم بافی، جاجیم بافی، مس‌گری، سفالگری، خراطی، گیوه‌دوزی و پته دوزی را نام برد.
از محصولات و شیرینی های خوردنی این منطقه میشه از پسته،کره پسته،حلوا پسته،کلمپه،کماچ سهن و.... نام برد. 

## هتل‌ها و مراکز اقامتی
- هتل هیلان★★★★
- هتل الماس★★
- هتل جهانگردی رفسنجان★★

## ورزش
رفسنجان از شهرهای ورزشی کشور به‌شمار می‌رود. برخی باشگاه‌ها و تیم‌های مهم این شهر:
- تیم فوتبال مس رفسنجان که در سال ۱۳۹۹ برای اولین بار به لیگ برتر راه یافت. و اکنون درحال فعالیت در لیگ برتر می‌باشد
- تیم فوتبال فجر کویر رفسنجان که در لیگ سه است.
- تیم فوتسال بانوان مس رفسنجان که در لیگ برتر بانوان فعالیت می‌کند و در سال ۲۰۲۰ جزو ده تیم برتر فوتسال بانوان در جهان معرفی شده‌است.
- تیم بسکتبال مس رفسنجان که در لیگ برتر است.
- تیم والیبال مس رفسنجان که در لیگ برتر است.
- تیم فوتسال مس رفسنجان که در لیگ دسته دو است.
- پتانک رفسنجان که قهرمانی‌های متعددی داشته و بنیانگذار آن آقای حسین اسماعیلی نوروزی بوده‌اند.
- تیم فوتبال ساحلی بانوان مس رفسنجان که در لیگ برتر است و قهرمان لیگ برتر شده‌است.[۱۹]

### محدودهٔ محلات شهر رفسنجان
۱. صادق‌آباد؛ پشت بیمارستان تا جادهٔ سرچشمه
۲. اسدآباد فارسی (منطقه‌ای در سمت چپ بلوار خلیج فارس که در بخش عظیمی از آن کشت پسته صورت می‌گیرد)
۳. اسدآباد (منطقهٔ مابین بلوار جمهوری و بلوار امام حسین)
۴. الله‌آباد (خیابان بسیج، خیابان شهید شریفی)
۵. قطب‌آباد (بلوار شریعتی غربی، خیابان معلم)
۶. کمال‌آباد (خیابان کارگر)
۷. عباس‌آباد (حوالی بلوار مطهری)
۸. رحمت آباد (میدان استاد شهریار)
۹. رستم‌آباد (خیابان ۱۵ خرداد)
۱۰. علی‌آباد (میدان انقلاب)
۱۱. فیض آباد (بلوار امام رضا)
۱۲. گرگین (از ادارهٔ پست تا آهن‌فروشی ۱۱۰+خانه ذبیح‌الله زرندی)
۱۳. خواجو (محدودهٔ میدان شهید پرتویی (راهنمایی و رانندگی) تا میدان شهید امینی)
۱۴. مؤمن‌آباد (خیابان شهید خالویی و خیابان سرچشمه‌پور و خیابان اندیشه)

## چالش‌های شهری
رفسنجان هم به دلیل تک‌محصولی و هم به‌دلیل همسایگی با شرکت‌هایِ ذوبِ مسِ «سرچشمه»، «خاتون‌آباد» و «شهرِبابک» و جنبشِ جریانِ باد که بیشتر از غرب به شرق است، درمعرضِ آلاینده‌هایِ این ۳ کارخانه جای‌گرفته‌ست. از دیگرسوی شهرِ رفسنجان در میانِ باغ‌هایِ پسته جای‌گرفته و این باغ‌ها سالیانه تا ۱۴ بار هم زهرپاشی می‌شوند. درنتیجه روزی چندده تن زهر در باغ‌هایِ پسته‌یِ رفسنجان پخش می‌شود و همه‌یِ این‌ها درکنارِ هم باعث می‌شوند که رفسنجان جزءِ شهرهایِ آلوده‌یِ جهان باشد. شمارِ مبتلایانِ به سرطان و گونه‌هایِ دیگرِ بیماری‌ها در این شهر بالارفته‌ست. به‌گفته‌یِ کارشناسان، چاه‌کنی‌هایِ بی‌اندازه در کشاورزی و پایین‌رفتنِ سطحِ آب‌هایِ زیرزمینی باعث شده‌ست که رفسنجان به یکی از جاهایِ آماده‌یِ رانشِ زمین تبدیل شود. خطری که همه‌یِ جاهایِ کویری باوجودِ کندنِ بیش‌ازاندازه‌یِ چاه‌هایِ کشاورزیِ مجاز و غیرمجاز با آن روبرویند. همان‌گونه که هم‌اکنون بخشی از آبِ آشامیدنیِ این منطقه از دوروبر تهیه می‌شود، در آینده نیز حجم زیادی از آب به‌دستِ جاهایِ دوردست بایستی تأمین شود. از سویی به‌گفته‌یِ ایمان جباری اندازه‌یِ آلودگیِ آبِ رفسنجان به آرسنیک حدودِ ده‌برابرِ حدِّ مجاز است و اکیداً توصیه می‌شود برایِ مصرفِ آبِ شرب از دستگاه‌هایِ مجاز تصفیه‌یِ آب استفاده شود، همچنین برایِ اطمینان از سلامتِ دستگاهِ تصفیه‌یِ آب، آبِ تولیدیِ دستگاه نیز باید آزمایش شود. پرویز کردوانی در تاریخ ۹ آبان ۱۳۹۵ خورشیدی، از رفسنجان به عنوان یکی از مناطق که با چالشِ کمبودِ آبِ شدید روبروست، نام‌برد و گفت: رفسنجان ۱٬۶۵۰ حلقه چاه دارد که این چاه‌ها دیگر آب ندارند و از آن نمک خارج می‌شود. وی افزود: کشتِ پسته رفسنجان را نابود کرد.
از ۱۵۱ هزار نفر جمعیت شهر رفسنجان، ۲۵ هزار نفر ساکن بافت های فرسوده هستند که ۱۷ درصد جمعیت این شهر را شامل می شود.